# آنادیر (شهر)
آنادیر (به روسی: Анадырь) یک شهر بندری در کشور روسیه است که مرکز اداری ناحیه خودگردان چوکوتکا به حساب می‌آید.
آنادیر شرقی‌ترین شهر در روسیه به شمار می‌رود (البته جاهایی مثل پرویدنیا و یولن به عنوان شهر شناخته نمی‌شوند). جمعیت آنادیر بر طبق سرشماری سال ۲۰۱۰ برابر ۱۳۰۴۵ نفر می‌باشد.

## نگارخانه

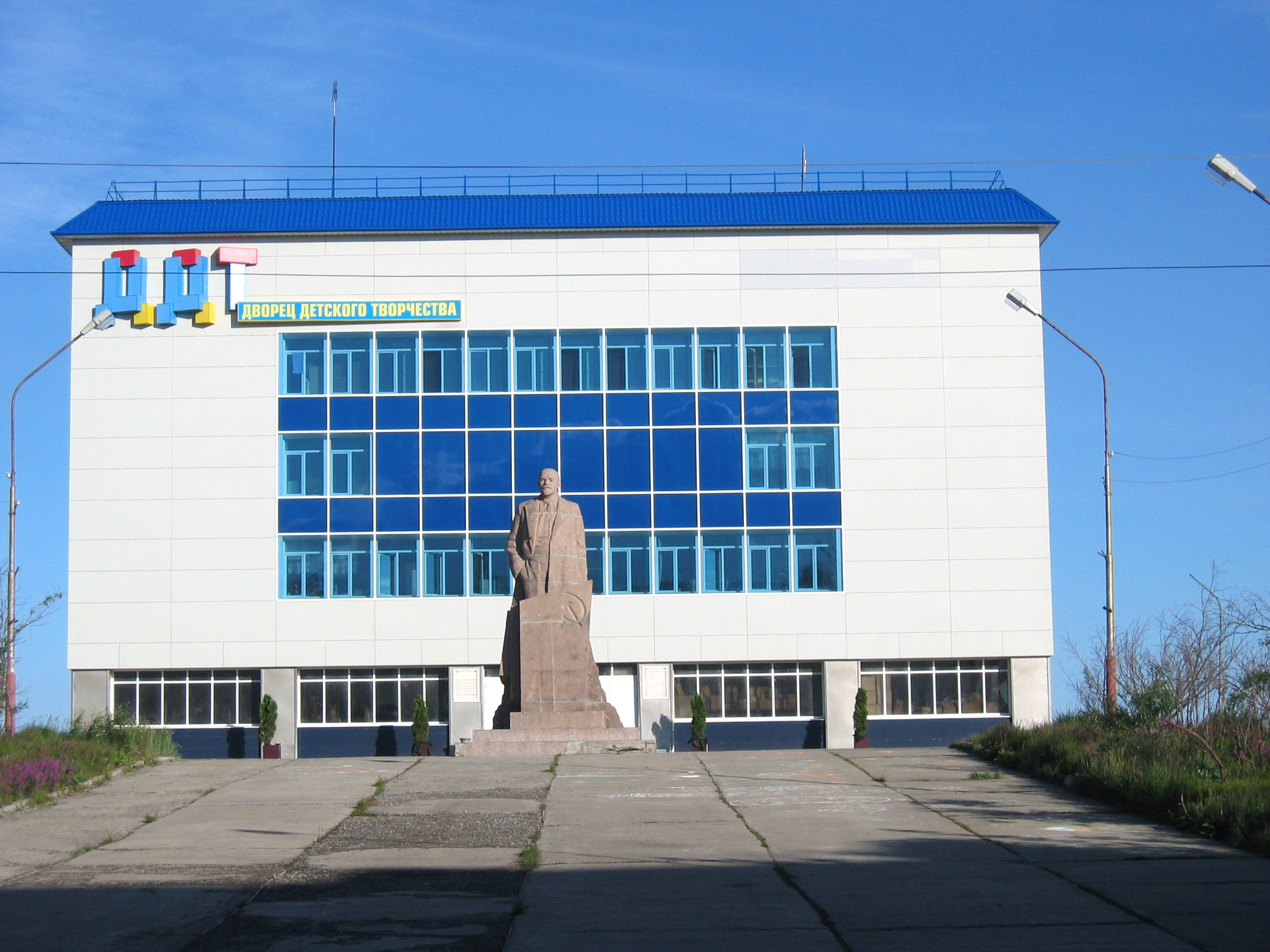
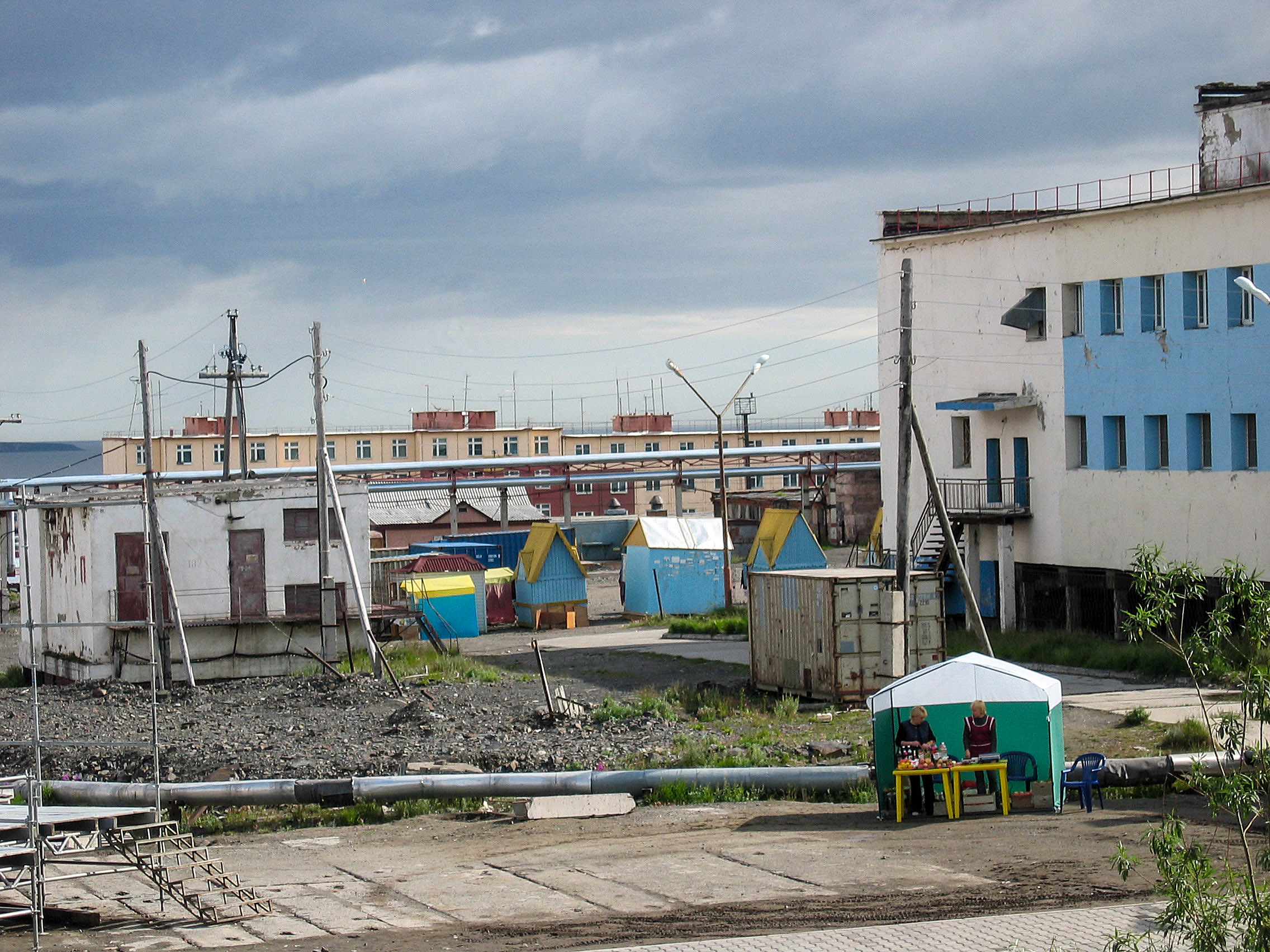
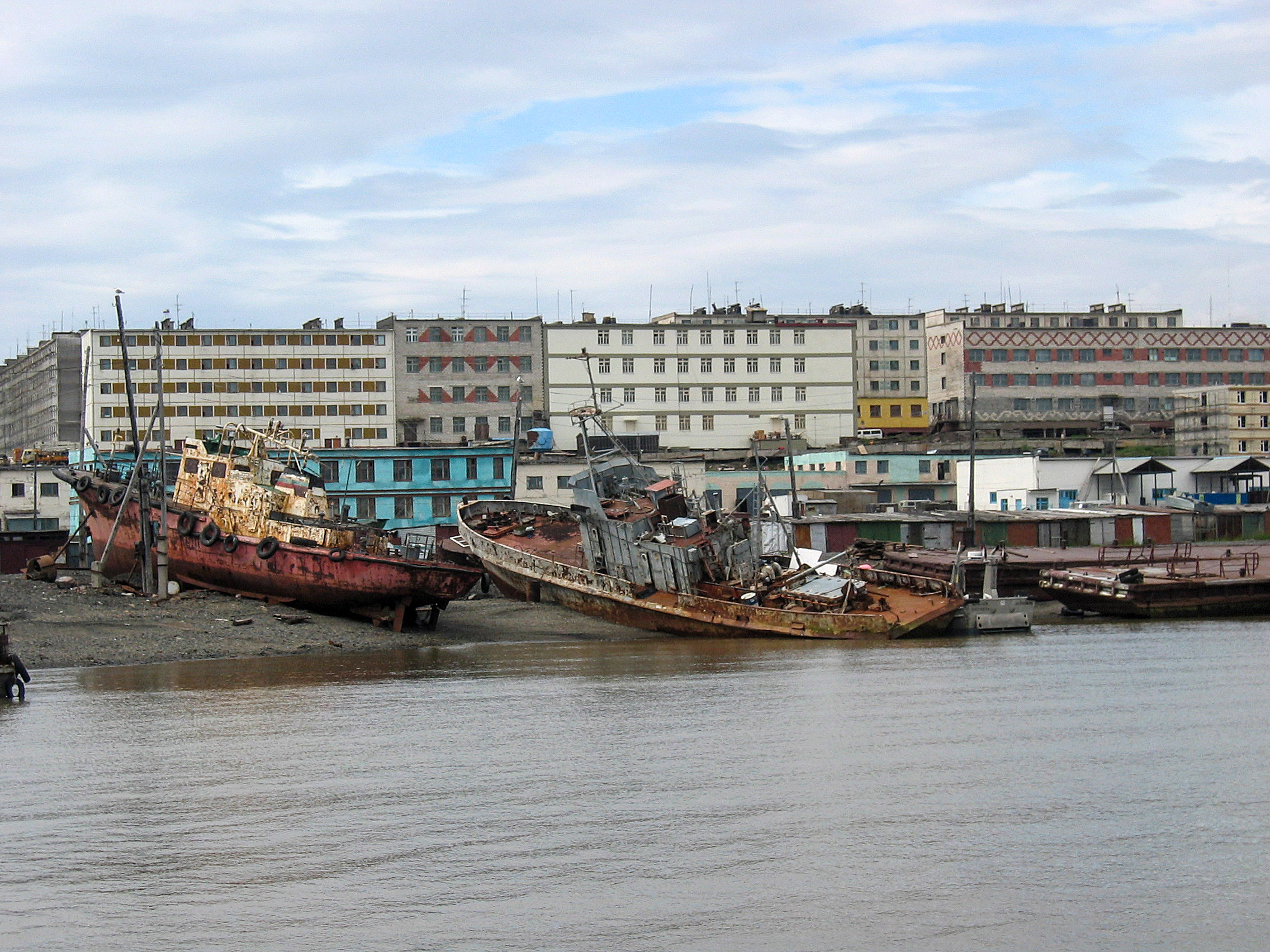